# The Devil Put Dinosaurs Here
Albums de Alice in Chains
Black Gives Way to Blue
(2009) Rainier Fog
(2018)
Singles
1. Hollow
Sortie : 18 décembre 2012
2. Stone
Sortie : 26 mars 2013
3. Voices
Sortie : 13 août 2013

The Devil Put Dinosaurs Here est le cinquième album studio du groupe de rock américain Alice in Chains, sorti le 28 mai 2013 sur le label Capitol Records. Il est le deuxième album après la reformation du groupe. Après une tournée mondiale pour promouvoir son album précédent, Black Gives Way to Blue (2009), Alice in Chains commence à travailler sur un nouvel album. La réalisation de The Devil Put Dinosaurs Here durera plus d'un an et la sortie de l'album a été retardée à plusieurs reprises. Le groupe entre en studio en juillet 2011 pour commencer à travailler sur son cinquième album. Au cours de l'écriture et pendant les sessions d'enregistrement, le guitariste Jerry Cantrell doit subir une intervention chirurgicale à l'épaule, ce qui retarde la conception de  l'album. Les sessions d'enregistrement de l'album s’achèvent en décembre 2012.
Culminant à la deuxième place du classement du Billboard 200, "The Devil Put Dinosaurs Here" est bien accueilli par la critique musicale et "Hollow", "Stone" et "Voices" sortent en tant que single pour promouvoir l'album. L'album atteint le top 10 dans les charts en Australie, en Finlande et en Norvège.

## Contexte et enregistrement
Environ sept mois après la sortie de Black Gives Way to Blue, Jerry Cantrell fait allusion à la possibilité d'un cinquième album studio, lors d'une interview donnée à MTV News : il « ne voit pas pourquoi cela ne se ferait pas ». Le chanteur/guitariste William DuVall évoque à son tour la possibilité d'un nouvel album et l'avenir du groupe : « de l'eau coulera sous les ponts avant que ça se fasse. Il y a beaucoup de concerts prévus. Mais oui, nous sommes enthousiastes à cette idée. Je ne prévois pas de longues pauses. »
DuVall révèle en septembre 2010 qu'Alice in Chains n'a pas encore commencé à écrire son prochain album, mais « qu'il y a beaucoup de riffs qui circulent, issus des sessions impromptues qui ont lieu dans le bus de la tournée ou dans les vestiaires avant les concerts » Il ajoute  : « Ce fut le cas lorsque nous avons commencé à nous reformer pour la première fois. Nous stockions simplement ces extraits, puis quelque temps plus tard, nous passions en revue cette montagne de matériel, et c'est ce qui a donné Black Gives Way to Blue. La même chose se passe depuis que nous tournons pour "Black Gives Way to Blue", donc il serait normal à un certain point de dire : «Hé, nous avons beaucoup de matériel. Faisons le tri et voyons ce que nous avons cette fois-ci ». DuVall précise qu'il est possible que certaines chansons écrites pour "Black Gives Way to Blue", mais pas enregistrées, atterrissent sur le nouvel album.
Le 21 mars 2011, Metal Hammer rapporte qu'Alice in Chains va commencer l'enregistrement de son nouvel album fin 2011. En mai 2012, Cantrell révèle que, avant les sessions d'enregistrement, il a dû subir une chirurgie de l'épaule. Il explique : « J'ai eu quelques éperons osseux [et] des problèmes de cartilage dans mon épaule. J'avais eu le même problème dans l'autre épaule il y a environ six ans donc les deux sont remises à neuf maintenant, mais cela a pris un an ». En décembre 2012, Cantrell confirme que l'album est terminé.
Durant l'enregistrement de l'album, Cantrell déclare à Revolver magazine : « Je ne pense pas que vous serez surpris par ce que vous entendrez.... C'est nous. Mais c'est aussi vraiment unique, il a tous les éléments d'un album que le groupe a sorti... mais sans ressembler à un de ces albums. Fondamentalement, c'est le prochain chapitre dans le livre d'Alice in Chains, et ça va être un grand album. » Cantrell déclare à Guitar World : « Pour moi, Black Gives Way to Blue... résiste à tout ce que nous avons fait dans notre carrière. Espérons que le nouvel album va se connecter avec les gens de la même manière ».
L'album est enregistré aux Henson Recording Studios en Californie et produit comme l'album précédent par Nick Raskulinecz et le groupe.

## Musique et paroles

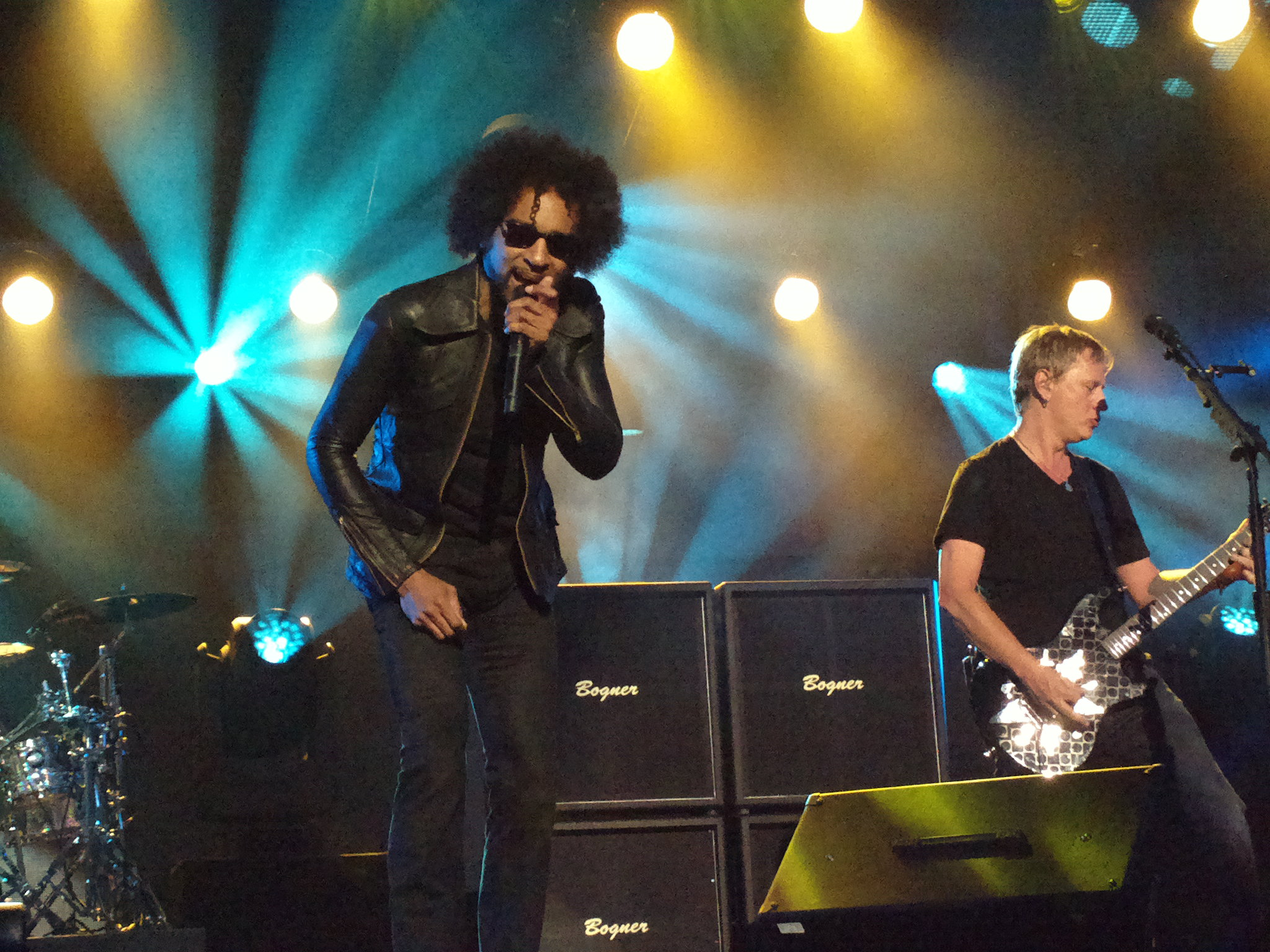
William DuVall et Jerry Cantrell (et sa nouvelle coupe de cheveux) en avril 2013

Jerry Cantrell déclare dans une interview pour le magazine Rolling Stone : « Nous avons fait un enregistrement unique, complètement différent de ce que nous avons fait jusque-là. Il encapsule une période de temps, comme tous les enregistrements le font. Vous constatez une avancée, et que le groupe défriche un nouveau territoire sans perdre notre identité pour autant ».
Cantrell déclare également : « Il y a une réelle saleté là-dedans. C'est intentionnel, et c'est aussi le son que nous avons quand nous jouons ensemble. Nous essayons de faire un album qui nous plaît, tout en gardant un haut niveau d’exigence, et je pense que nous avons encore une fois réussi. Et bien sûr, on a envie que les gens kiffent eux aussi cet album, or ça parait bien parti, ce qui nous fait plaisir ».
Pour les paroles, Jerry Cantrell écrit « The devil put dinosaurs here / Jesus don't like a queer / No problem with faith / Just fear » dans la chanson-titre. « Il y a deux sujets qu’il vaut mieux ne pas aborder dans une conversation ou une discussion : la politique et la religion, mais putain, je suppose que nous allons parler de cela un bon bout de temps »

## Liste des titres
- Tous les titres sont composés par Jerry Cantrell sauf indications

| No  | Titre                        | Auteur                                    | Durée |
| --- | ---------------------------- | ----------------------------------------- | ----- |
| 1.  | Hollow                       |                                           | 5:43  |
| 2.  | Pretty Done                  |                                           | 4:35  |
| 3.  | Stone                        |                                           | 4:23  |
| 4.  | Voices                       |                                           | 5:42  |
| 5.  | The Devil Put Dinosaurs Here | Jerry Cantrell / Mike Inez / Sean Kinney  | 6:38  |
| 6.  | Lab Monkey                   |                                           | 5:59  |
| 7.  | Low Ceiling                  | Cantrell / Inez / Kinney                  | 5:15  |
| 8.  | Breath On a Window           |                                           | 5:18  |
| 9.  | Scalpel                      | Cantrell / Inez / Kinney                  | 5:21  |
| 10. | Phantom Limb                 | Cantrell / William DuVall / Inez / Kinney | 7:07  |
| 11. | Hung On a Hook               |                                           | 5:34  |
| 12. | Choke                        | Cantrell / Inez / Kinney                  | 5:44  |

## Musiciens
- Jerry Cantrell: chant, guitare rythmique et solo, chœurs
- William DuVall: chant, guitare rythmique, guitare solo sur "Phantom Limb", chœurs
- Mike Inez: basse, chœurs
- Sean Kinney: batterie, percussions

## charts
| Pays                                  | Durée du classement | Meilleur classement |
| ------------------------------------- | ------------------- | ------------------- |
| Allemagne                             | 2 semaines          | 23e                 |
| Australie                             | 2 semaines          | 10e                 |
| Autriche                              | 2 semaines          | 13e                 |
| Belgique (francophone)                | 10 semaines         | 33e                 |
| Belgique (flamande)                   | 9 semaines          | 52e                 |
| Canada                                | 3 semaines          | 2e                  |
| Danemark                              | 2 semaines          | 14e                 |
| Espagne                               | 2 semaines          | 56e                 |
| Finlande                              | 5 semaines          | 6e                  |
| France                                | 2 semaines          | 67e                 |
| Norvège                               | 3 semaines          | 6e                  |
| Nouvelle-Zélande                      | 3 semaines          | 12e                 |
| Pays-Bas                              | 3 semaines          | 52e                 |
| Royaume-Uni (UK Albums Chart)         | 2 semaines          | 22e                 |
| Royaume-Uni (UK Rock and Metal Chart) | -                   | 1er                 |
| Suède                                 | 4 semaines          | 35e                 |
| Suisse                                | 3 semaines          | 11e                 |

| Pays       | Chart              | Meilleure position | Durée classement |
| ---------- | ------------------ | ------------------ | ---------------- |
| États-Unis | Billboard 200      | 2e                 | 15 semaines      |
| États-Unis | Alternative albums | 1er                | 8 semaines       |
| États-Unis | Hard rock albums   | 1er                | 19 semaines      |
| États-Unis | Rock albums        | 1er                | 14 semaines      |

### Charts singles
| Date de sortie   | Single | Chart                  | durée du classement | Position |
| ---------------- | ------ | ---------------------- | ------------------- | -------- |
| 18 décembre 2012 | Hollow | Mainstream Rock Tracks | 20 semaines         | 1er      |
| 18 décembre 2012 | Hollow | Alternative Songs      | 10 semaines         | 23e      |
| 18 décembre 2012 | Hollow | Canada Rock Tracks     | 21 semaines         | 4e       |
| 26 mars 2013     | Stone  | Rock Tracks            | 20 semaines         | 1er      |
| 26 mars 2013     | Stone  | Canada Rock Tracks     | 17 semaines         | 11e      |
| 13 août 2013     | Voices | Rock Tracks            | 20 semaines         | 3e       |
| 13 août 2013     | Voices | Canada Rock Tracks     | 23 semaines         | 5e       |